# 트위치코리아
트위치코리아 유한회사, 일명 "트위치 코리아"로 불리나 트위치 본사의 지부나 지사는 아니다.

## 논란의 발단
"릴카", "뜨뜨뜨뜨"란 두 한국인 스트리머가 트위치 코리아로부터 영구 정지당했다고 주장하면서 트위치코리아 유한회사에 세간의 관심이 집중되었다.
하지만, 정작 그 둘의 진술 빼고는 트위치코리아로부터 그 누구도 답변을 들을 수 없었다.
실제로 기자들이 몇 번 직접 찾아가 봤으나 인터넷 사진에서만 볼 수 있었던 그녀를 만날 수는 없었다.

## 오해와 명예 훼손 가능성
트위치코리아 유한회사가 트위치 코리아, 즉 지사라는 걸 기정 사실로 해 미국 트위치 본사까지 온갖 비방을 다 받고 있는 상황이다. 
그러나 트위치코리아 유한회사는 이하경 개인의 회사이며, 그 어떤 미국 트위치의 자회사와도 무관하다. 트위치는 미국 본사와 현재 전 세계 9개 나라에 걸쳐 14개의 지부를 운영하고 있다. (미국 캘리포니아주 샌스란시스코(본부), 어바인 (캘리포니아주), 뉴욕 (뉴욕주), 시애틀 (워싱턴주), 로스앤젤레스 (캘리포니아주), 솔트 레이크 시티 (유타주), 시드니 (호주), 상파울루 (브라질), 파리 (프랑스), 베를린 (독일), 함부르크 (독일), 도쿄 (일본), 싱가포르 (싱가포르), 스톡홀름 (스웨덴), 런던 (영국)) 미국 대표 비지니스/채용 중심 소셜 네트워크 서비스인 링크트인에서 트위치는 이 중에서 미국 샌프란시스코 본부와 어바인, 뉴욕, 시애틀, 영국 런던 주요 지부만 표시하고 있다.

## 트위치 사업자 링크 사건
"피심인들은 자신들이 운영하는 사이버몰 초기 화면에 자신들의 신원 등을 누락하는
행위와 공정거래위원회 홈페이지에서 제공하는 사업자 정보 공개페이지를 연결하지 않는
행위를 다시 하여서는 아니 된다" (사건 번호 2018전자1996)
이 말인즉슨 이때는 트위치코리아 유한 회사가 트위치 하단에 사업자 정보 링크를 걸지 않았고, 처벌의 원인 중 하나였다는 뜻이다.
그래서 시정 명령대로 나중에 홈페이지에 연결했는데 그게 더 일을 크게 만들었다.
첫 화면 하단에 표시해 거대한 미국 트위치가 이하경 개인의 회사가 되어 버렸기 때문이다. 왜냐면 그녀가 홈페이지를 www.twitch.tv로 세무서에 사업자 등록 신고했고, 공정거래위원회에서 그대로 받아들였다. 이 부분은 공정거래위원회의 무지함으로 인한 책임도 크다.
자회사는 대부분 그 하위 주소로 한다. (애플 코리아 참조. 물론 2011년 8월 11일부터 시행한 사업자 정보 링크 표시 의무화 이전에 등록해 표시할 의무는 없다.)
그런데 어떻게 한국에서 접속한 미국 트위치 홈페이지 하단에 사업자 정보 링크를 뜨게 했는지까지는 아직 밝혀지지 않았다. 해킹으로 가로채 표시했는지, 미국 본사 직원 개인과 짜고 한국에서만 표시되게 했는지는 모르나 어쨌든 미국 트위치 본사와는 무관한 것은 트위치 지사가 아니므로 당연하다.